# The Crew Cuts
The Crew Cuts was een Canadese doowop zanggroep, die een aantal populaire platen maakte die in de Verenigde Staten en wereldwijd in de hitlijst werden gebracht. Ze noemden zichzelf naar het toen populaire kapsel crew cut, een van de eerste connecties tussen popmuziek en kapsel.

## Bezetting en oprichting
- John Perkins (1931-, zang, leadzang)
- Ray Perkins (1932-, zang, bas)
- Pat Barrett (1933-2016, zang, 1e tenor)
- Rudi Maugeri (1931-2004, zang, bariton, arrangementen)

Het kwartet werd opgericht in 1952 in Toronto onder de naam The Canadaires. In 1954 bestond het uit de broers John & Ray Perkins, Pat Barrett en Rudi Maugeri, die ook voor de vocale arrangementen verantwoordelijk was. Na een tv-optreden in Cleveland werd Bill Randle opmerkzaam op de groep, die de nieuwe naam The Crew Cuts voorstelde en ze introduceerde bij Mercury Records.

## Carrière
Ze waren allemaal lid geweest van de St. Michael's Choir School in Toronto, waaruit ook het andere beroemd kwartet The Four Lads voortkwam. Maugeri, John Perkins en twee anderen (Bernard Toorish en Connie Codarini) die later tot The Four Lads behoorden, vormden eerst de groep The Jordonaires (niet te verwarren met een gelijknamige groep The Jordanaires, die bekend stond om het zingen van achtergrondvocalen op hits van Elvis Presley) en ook The Otnorots (Toronto achterstevoren gespeld als Otnorot), maar ze splitsten zich uit de groep om de middelbare school af te maken. Toen The Four Lads terugkeerden naar Toronto voor een thuiskomstconcert, kwamen John Perkins en Maugeri elkaar tegen en besloten dat ze zelf een muzikale toekomst konden hebben. Ze voegden zich in maart 1952 bij Barrett en Ray Perkins. De groep heette oorspronkelijk The Four Tones (niet te verwarren met The Four Tunes, een groep op de grens tussen popmuziek en rhythm-and-blues).
Diskjockey Barry Nesbitt uit Toronto plaatste ze in zijn wekelijkse tienershow, waarvan het publiek de groep de nieuwe naam The Canadaires toekende. Alle vier de leden werkten op dat moment bij de regering van Ontario, maar zegden hun baan op om fulltime te zingen. Ze werkten in clubs in de Niagara Falls, Ontario en Niagara Falls New York, en spaarden hun geld en reden naar New York, zodat ze konden verschijnen in het televisie- en radioprogramma Talent Scouts van Arthur Godfrey. Hoewel ze een plaat kregen bij Thrillwood Records en het nummer Chip, Chip Sing A Song Little Sparrow opnamen, leidde dit echter niet tot verbetering van hun fortuin en bleven ze in kleine nachtclubs spelen.
In maart 1953 keerden ze terug naar Toronto en traden ze op als voorprogramma van Gisele MacKenzie in het Casino Theatre. Ze was onder de indruk en reageerde positief bij haar platenlabel, maar kon zich de naam van de groep niet herinneren.
Ze speelden in een nachtclub in Sudbury, Ontario, in een Canadese winter onder nul toen ze bericht kregen dat ze waren uitgenodigd om als gast te verschijnen in een televisieprogramma in Cleveland. Ze reden 600 mijl bij temperaturen rond -40° om te verschijnen in de Gene Carroll Show, waar ze drie optredens hadden. In Cleveland ontmoetten ze de lokale diskjockey Bill Randle. In zijn show bij het radiostation WERE (1300 AM) in Cleveland, bedacht hij de naam die vanaf dat moment bij de groep zou horen. Bovendien regelde Randle dat ze auditie konden doen bij Mercury Records, die hen genoeg mocht om het kwartet een contract te geven.
Hoewel hun eerste hit Crazy 'Bout You, Baby, door Maugeri en Barrett zelf geschreven, werden ze al snel specialisten in cover-opnamen van oorspronkelijk r&b-nummers. Hun eerste cover Sh-Boom (waarvan het r&b-origineel werd opgenomen door The Chords) werd in 1954 nummer 1 in de hitparade. Een aantal andere hits volgden, waaronder Earth Angel, die de nummer 2 in de hitparade bereikte en groot succes had in het Verenigd Koninkrijk en Australië. Veel van de niet-covernummers die hits werden in Canada waren onbekend in de Verenigde Staten, terwijl het alleen hun covers waren die groot succes hadden in de Verenigde Staten.
De groep verhuisde in 1958 van Mercury naar RCA Records en ging uiteindelijk uit elkaar in 1964, maar ze verhuisden allemaal naar de Verenigde Staten en herenigden zich in 1977 in Nashville. In de jaren 1990 werden ze opgenomen in de Juno Hall of Fame. In de afgelopen jaren waren de drie overgebleven leden te zien in een PBS-special die werd gefilmd in de Taj Mahal van Trump in Atlantic City. Het programma Magic Moments: The Best of '50s Pop wordt nog steeds uitgezonden als onderdeel van de fondsenwerving voor de publieke omroep. Een remix van hun versie van het nummer Sh-Boom was te zien in de aftiteling van de videogame Destroy All Humans!. De oorspronkelijke opname van hun nummer Sh-Boom is ook te horen op een van de in-game radiostations in Mafia II.
In latere jaren werd Rudi Maugeri muzikaal directeur van een van de muzieksyndicatiebedrijven, Radio Arts in Burbank. Het bedrijf leverde muziek op 10 inch-spoelen van audiotape voor gebruik in automatiseringssystemen voor radiostations en voor Live Assist-gebruik over de hele wereld. Maugeri selecteerde en publiceerde elke week een playlist voor het bedrijf. Zijn staat van dienst met het uitkiezen van hits voor syndicatie was in de bovenste 90% en platenpromotors hadden Radio Arts op hun lijst van 'must see' bedrijven, omdat Radio Arts wekelijks muziek aan honderden stations leverde. Maugeri werd in 1979 geïnterviewd in de gesyndiceerde radioshow ShBoom Radio Show.
The Crew-Cuts behoorden tot honderden artiesten wiens materiaal werd vernietigd in de Universal-brand van 2008.

## Discografie

### Singles
- 1954: Crazy 'Bout Ya Baby
- 1954: Sh-Boom
- 1954: Oop-Shoop
- 1954: I Spoke Too Soon
- 1954: The Barking Dog
- 1954: Twinkle Toes
- 1955: Unchained Melody
- 1955: Chop Chop Boom
- 1955: Are You Having Any Fun
- 1955: Earth Angel
- 1955: Ko Ko Mo (I Love You So)
- 1955: Don't Be Angry
- 1955: A Story Untold
- 1955: Gum Drop
- 1956: Angels in the Sky
- 1956: Mostly Martha
- 1956: Seven Days
- 1956: Tell Me Why
- 1956: Honey Hair, Sugar Lips, Eyes of Blue
- 1956: Bei mir bist du schon
- 1956: Keeper of the Flame
- 1956: The Varsity Drag / The Halls of Ivy
- 1956: Little by Little / Young Love
- 1957: The Angelus
- 1957: Suzie Q / Such a Shame
- 1957: I Sit in the Windows
- 1957: Be My Only Love
- 1957: Young Love
- 1958: Hey, Stella! (Who Zat Down Your Cellar?)
- 1958: Baby Be Mine
- 1959: Fraternity Pin
- 1959: Gone, Gone, Gone
- 1960: It Is No Secret / No, No, Nevermore
- 1960: American Beauty Rose
- 1960: Aura Lee
- 1960: Over the Mountain
- 1960: You and the Angels
- 1960: Malaguena
- 1961: The Legend of Gunga Din
- 1962: Twistin' All Around the World
- 1962: Laura Love
- 1962: Hush Little Baby (Don't You Cry)
- 1963: Hip-Huggers
- 1963: The Three Bells
- 1964: Yea, Yea, She Wants Me

### Albums
- 1954: The Crew Cuts on the Campus
- 1954: Crew Cut Capers
- 1955: The Crewcuts Go Long Hair
- 1956: Rock and Roll Bash
- 1956: Music ala carte / The Crew Cuts
- 1959: Surprise Package
- 1959: The Crew-Cuts Sing
- 1960: You Must Have Been a Beautiful Baby!
- 1961: Sing Out
- 1962: High School Favorites
- 1963: The Great New Sound of the Crew-Cuts / Crew-Cuts Sing Folk

### Compilaties
- 1980: The Wonderful, Happy, Crazy, Innocent World of the Crew-Cuts
- 1996: The Best Of: The Mercury Years
- 2001: Best of the Crew Cuts
- 2006: Sh-Boom: Where Swing Met Doo-Wop & Rock'n'Roll
- 2013: The Biggest Surprise Package: The Best of the Crew Cuts
- 2017: The Singles Collection 1950–1960